# Chiesa di San Nicolò Vescovo (Ferrara)
La chiesa di San Nicolò Vescovo è la parrocchiale a Cocomaro di Focomorto, frazione di Ferrara nell'omonima provincia. Appartiene al vicariato di San Giorgio dell'arcidiocesi di Ferrara-Comacchio e la sua costruzione risale al XV secolo.

## Storia
Sin dal XIII secolo, prima che fosse istituita la parrocchia di Cocomaro di Focomorto, sul luogo era già presente un edificio di culto ma la sua dedicazione era a San Michele ed era legata alla pieve di Contrapò. Nel XV secolo, con l'arrivo dei padri olivetani, venne edificata una nuova e diversa chiesa, dedicata a San Nicolò.
La parrocchia venne istituita quasi due secoli dopo, nel 1642, e all'inizio rimase legata ai padri olivetani che avevano eretto la chiesa mentre in seguito entrò a pieno titolo nella diocesi di Ferrara.
Risale al XVI secolo la realizzazione di una statua in legno raffigurante San Nicolò che figura tra i beni artistici più importanti della chiesa.
La torre campanaria venne costruita solo alla fine del XVIII secolo mentre per la casa canonica si attese sino al 1857.
Nel corso del XX secolo l'edificio divenne oggetto in più occasioni di interventi di restauro. Le coperture vennero riviste nel 1934, l'anno successivo si procedette con riparazioni alla torre campanaria, negli anni cinquanta e sessanta furono rifatte le pavimentazioni della navata e del presbiterio, vennero restaurati la facciata e parte degli esterni. In seguito la facciata necessitò di ulteriori interventi e vennero riviste pure le coperture.
Gli ultimi restauri conservativi sono stati realizzati negli anni novanta.

## Descrizione

### Esterni
La chiesa si trova nell'abitato di Cocomaro di Focomorto e mostra orientamento verso nord. La facciata è classicheggiante, intonacata e arricchita da quattro lesene con due ali laterali. Il portale architravato è sormontato in asse dalla nicchia con la statua raffigurante il titolare e dal piccolo oculo che, assieme alle due grandi finestre poste all'altezza della nicchia, porta luce alla sala. La facciata si conclude col grande frontone triangolare. La canonica si trova alla sinistra mentre la torre campanaria si eleva in posizione arretrata sulla destra. La cella campanaria si apre con quattro finestre a monofora. La copertura del tetto è in coppi.

### Interni
La navata interna è unica ma ampliata da grandi cappelle laterali ognuna col proprio altare. Il presbiterio è leggermente rialzato.